# Anarmodia corylalis
Anarmodia corylalis là một loài bướm đêm trong họ Crambidae.